# Элба (Алабама)
Элба (англ. Elba) — город и административный центр округа Коффи , штат Алабама, США. Несмотря на то, что Элба является официальным административным центром, в округе есть два здания окружного суда, одно из которых находится в Элбе, а другое — в городе Энтерпрайз. Во время переписи населения США 2010 года население Элбы составляло 3940 человек. Элба является частью микрополитической статистической зоны Энтерпрайз.

## История
Город, который в конечном итоге стал Элбой, возник недалеко от переправы через реку Пи в начале 1830-х годов. Первоначально называвшийся Бриджвилль, к 1841 году в городе было открыто почтовое отделение США. В 1851 году была проведена лотерея для определения нового названия города. Один гражданин читал биографию Наполеона Бонапарта, и его предложение «Элба» в качестве названия стало победителем, когда его вытащили из шляпы среди других предложений. Элба стала административным центром округа Коффи в 1852 году.
Лесозаготовительная железная дорога впервые достигла Элбы 20 марта 1892 года, а первая постоянная железнодорожная линия прибыла в октябре 1898 года. «Компания Дорси Трейлер» была построена в конце этой железнодорожной линии, и эта компания производила шоссейные прицепы, которые обслуживали железные дороги и автомагистрали, начавшиеся с контрейлерной железной дороги или шума контейнерных грузов во второй половине 20 века. Новая железнодорожная линия заканчивалась на западе Элбы, где располагалась промышленная часть города «Новый город». Железная дорога морской системы прекратила все железнодорожные перевозки на Элбу, включая грузовые перевозки, 27 ноября 1984 года.
Река Пи — неотъемлемая часть истории Элбы. Первоначально индейцы крики называли реку рекой Талакатчи. (На языке криков талак означает «горох», а хэтчи означает «маленькая река».) Река Пи часто разливалась, нанося большой ущерб городу. Наводнение в Линкольне 1865 года, названное в честь убийства Авраама Линкольна в том же году, было первым, разрушившим город. Еще одно разрушительное наводнение произошло в 1929 году, когда рано утром 15 марта река достигла гребня на глубине 13,3 м. Для доставки припасов в полностью затопленный город использовались самолеты. В результате наводнения погиб только один афроамериканец, человек по имени «Фо» Ларкинс. Ребенка, родившегося в отеле «Элба» во время этого наводнения, назвали Ноем Такером в честь библейского персонажа Ноя. Вивиан Харпер получила Серебряную медаль Теодора Н. Вейла за героические действия во время наводнения.
В 1930 году вокруг города была построена дамба. Были возведены шлюзы и улучшена дренажная система. Однако наводнения продолжались, с особенно сильными наводнениями в 1938, 1959 и 1975 годах. Самое сильное наводнение, когда-либо зарегистрированное на Элбе, произошло в 1990 году, когда высота гребня реки составляла 15 м. Дамба прорвалась, и Уайтуотер-Крик хлынул в город. Элба была полностью затоплена в течение четырех дней, и город был почти разрушен. Еще большие наводнения обрушились на Элбу в 1994 и 1998 годах.

## География
Элба расположена в западной части округа Коффи.
Маршрут 84 США проходит с запада на восток как северный обход города, ведущий на восток в 14 км к Нью-Броктону и на юго-запад в 26 км к Оппу. Многие автомагистрали штата также проходят через город, а именно Маршруты штата Алабама 87, 125, 189 и 203. АЛ-203 образует западный обход города. AL-87 проходит с юга на север через центр города, ведя на север 48 км до Трои и на юг 39 км до Самсона. AL-189 проходит к западу от города с юга на север, ведя на северо-запад в 26 км к американской трассе 331 возле Брантли и на юго-запад 27 км до Кинстона. AL-125 проходит на северо-восток от города в 21 км до поселка Виктория.
По данным Бюро переписи населения США, город имеет общую площадь 39,9 км², из которых 39,7 км² приходится на сушу и 0,2 км², или 0,52 %, приходится на воду. Элба расположена на берегу реки Пи.

### Климат
Климат в этой области характеризуется жарким влажным летом и, как правило, мягкой или прохладной зимой. Согласно системе классификации климата Кеппена, на Элбе влажный субтропический климат, который на климатических картах обозначается аббревиатурой Cfa.
| Месяц                                          | Январь        | Февраль       | Март          | Апрель        | Май          | Июнь          | Июль          | Август        | Сентябрь      | Октябрь      | Ноябрь        | Декабрь       | За год           |
| ---------------------------------------------- | ------------- | ------------- | ------------- | ------------- | ------------ | ------------- | ------------- | ------------- | ------------- | ------------ | ------------- | ------------- | ---------------- |
| Средняя высокая температура по Фаренгейту (°C) | 60.6 (15.9)   | 64.6 (18.1)   | 71.8 (22.1)   | 78.4 (25.8)   | 85.6 (29.8)  | 90.3 (32.4)   | 91.9 (33.3)   | 91.4 (33.0)   | 88.0 (31.1)   | 80.1 (26.7)  | 70.2 (21.2)   | 63.0 (17.2)   | 78.0 (25.5)      |
| Среднесуточный °F (°C)                         | 48.7 (9.3)    | 52.2 (11.2)   | 59.0 (15.0)   | 65.7 (18.7)   | 73.4 (23.0)  | 79.5 (26.4)   | 81.9 (27.7)   | 81.3 (27.4)   | 75.4 (24.1)   | 67.3 (19.6)  | 57.0 (13.9)   | 51.3 (10.7)   | 66.1 (18.9)      |
| Средний низкий °F (°C)                         | 36.7 (2.6)    | 39.9 (4.4)    | 46.4 (8.0)    | 52.9 (11.6)   | 61.0 (16.1)  | 68.9 (20.5)   | 71.8 (22.1)   | 71.2 (21.8)   | 66.4 (19.1)   | 54.7 (12.6)  | 43.9 (6.6)    | 39.6 (4.2)    | 54.5 (12.5)      |
| Среднее количество осадков в дюймах (мм)       | 5.35 (135.80) | 4.91 (124.68) | 5.23 (132.88) | 4.83 (122.78) | 3.79 (96.16) | 5.55 (140.89) | 6.58 (167.10) | 5.49 (139.57) | 6.57 (166.77) | 3.47 (88.24) | 4.04 (102.61) | 5.21 (132.43) | 61.02 (1,549.91) |
| Средняя точка росы °F (°C)                     | 39.2 (4.0)    | 42.1 (5.6)    | 46.9 (8.3)    | 53.6 (12.0)   | 61.3 (16.3)  | 68.5 (20.3)   | 71.8 (22.1)   | 71.6 (22.0)   | 67.1 (19.5)   | 56.5 (13.6)  | 47.1 (8.4)    | 42.6 (5.9)    | 55.7 (13.2)      |

## Демография

### Перепись 2020 года
По данным переписи населения США 2020 года, в городе проживало 3508 человек, 1427 домашних хозяйств и 917 семей.
| Расы                             | Количество | Проценты |
| -------------------------------- | ---------- | -------- |
| Белые (неиспаноязычные)          | 1,994      | 56.84 %  |
| Афроамериканцы                   | 1,270      | 36.2 %   |
| Коренные американцы              | 23         | 0.66 %   |
| Азиаты                           | 2          | 0.06 %   |
| Две расы и более                 | 145        | 4.13 %   |
| Латиноамериканцы и Испаноязычные | 74         | 2.11 %   |

### Перепись 2010 года
По переписи 2010 г. в городе проживало 3940 человек, 1547 дворов и 991 семья. Плотность населения составляла 257 человек на квадратную милю (99 человек на квадратный километр). Было 1772 единицы жилья при средней плотности 44 на км². Расовый состав населения: 62,1 % белых, 34,3 % афроамериканцев, 1,2 % коренных американцев, 0,3 % азиатов, 0,2% жителей тихоокеанских островов, 0,8 % представителей других рас и 1,2 % представителей двух и более рас. 1,1 % населения были латиноамериканцами или испаноязычными.
Насчитывалось 1547 домохозяйств, из которых в 25,3 % проживали дети в возрасте до 18 лет, 39,9 % составляли супружеские пары, проживающие вместе, в 19,8 % проживали женщины без мужей, а 35,9 % не были семьями. 32,6 % всех домохозяйств состоят из отдельных лиц, а в 15,5 % проживают одинокие люди в возрасте 65 лет и старше. Средний размер домохозяйства составлял 2,34 человека, а средний размер семьи — 2,97 человека.
В городе население было рассредоточено: 22,0 % в возрасте до 18 лет, 8,1 % от 18 до 24 лет, 24,9 % от 25 до 44 лет, 25,4 % от 45 до 64 лет и 19,6 % в возрасте 65 лет или старше. Средний возраст составил 40,9 лет. На каждые 100 женщин приходилось 98,0 мужчин. На каждые 100 женщин в возрасте 18 лет и старше приходилось 110,9 мужчин.
Средний доход семьи в городе составлял 28 975 долларов, а средний доход семьи — 32 065 долларов. Средний доход мужчин составлял 31 652 доллара против 21 786 долларов у женщин. Доход на душу населения в городе составлял 14 878 долларов. Около 27,6 % семей и 27,1 % населения находились за чертой бедности, в том числе 40,4 % лиц моложе 18 лет и 17,8 % лиц в возрасте 65 лет и старше.

## Образование
Государственное образование обеспечивается школьным округом города Элба. В городе две школы: средняя школа Элбы (с 7 по 12 классы), начальная школа Элбы (классы с детского сада по 6).